# Gebedsverhoring

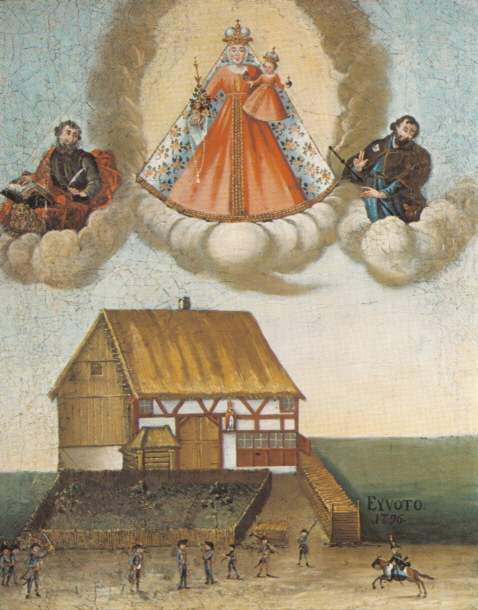
Een Duitse ex voto ten bedanke van Maria in de vorm van een schilderij (1796)

Een gebedsverhoring in de christelijke traditie is een verhoring van een gebed of smeekbede door God. Datgene waar in het gebed om gevraagd wordt, bijvoorbeeld een genezing, gebeurt daadwerkelijk.
Het gebed kan gericht zijn tot Jezus, Maria, een heilige of een andere historische persoon. Deze persoon -een voor de gelovige dichterbij staand aanspreekpunt- fungeert dan als 'voorspreker' bij God; een soort hemelse advocaat die het verzoek goed kan voorleggen aan God en je zaak sterker maakt.
Wonderbaarlijke gebedsverhoringen in de rooms-katholieke traditie gaan gepaard met dankbetuigingen voor de verkregen gunst en navolging van de gebeden tot deze persoon. Dit vergroot de vermeende kracht en populariteit van de persoon. De volksdevotie kan op haar beurt weer leiden tot een formeel proces van heiligverklaring, waarbij de gebedsverhoring 'onderzocht' dient te worden door de kerkelijke autoriteiten.
Een veelgebruikte formulering is dat miraculeuze genezingen of gebedsverhoringen hebben plaatsgevonden 'op voorspraak' van een bepaalde heilige. Het gebed waarin een heilige wordt aangeroepen bevat vaak de zinsnede 'Heilige x, bid voor ons'.
Dankbetuigingen kunnen verschillende vormen aannemen zoals het oprichten van een veldkapel op de plaats waar een gebedsverhoring heeft plaatsgevonden en het plaatsen van bloemen, kaarten of ex voto-tegels bij een beeltenis van de aangesproken persoon in een kerkgebouw. Een gebedsverhoring kan aldus uiteindelijk leiden tot een geheiligde plaats (heiligdom) en een geheiligde persoon (heilige).
In de protestantse traditie wordt bij voorkeur gebeden tot Jezus en is van heiliging geen sprake.